# Großsteingrab Sieversdorf
Das Großsteingrab Sieversdorf ist eine megalithische Grabanlage der jungsteinzeitlichen Trichterbecherkultur bei Sieversdorf, einem Ortsteil von Malente im Kreis Ostholstein in Schleswig-Holstein. Es trägt die Sprockhoff-Nummer 245.

## Lage
Das Grab befindet sich südwestlich von Sieversdorf im Staatsforst Eutin. 2,7 km südöstlich liegt das Großsteingrab Malente.

## Beschreibung
Die Anlage besitzt eine nordwest-südöstlich orientierte Grabkammer, bei der es sich vermutlich um einen erweiterten Dolmen mit einer Länge von 2,8 m und einer Breite von 1,2 m handelt. In situ erhalten sind zwei Wandsteine der südwestlichen Langseite und der Abschlussstein der südöstlichen Schmalseite. Außerdem sind ein weiterer Wandstein und zwei nicht genauer bestimmbare Steine vorhanden. Der Zugang zur Kammer befand sich vermutlich an der Südostecke.